# OTOY
OTOY — комплекс аппаратных и программных решений, методик и средств, предназначенный для обработки графических вычислений на стороне сервера и отправки результатов в виде аудио- и видеопотока клиенту на веб-браузер через сетевые соединения, что является реализацией концепции облачных вычислений. Разработкой данного программно-аппаратного комплекса занимается американская компания OTOY совместно с компанией AMD. Технология была официально анонсирована 16 июня 2008 года в рамках программы «AMD Cinema 2.0» и в настоящее время находится в разработке. «OTOY» имеет схожую концепцию с OnLive, Gaikai и Playcast — все они подразумевают исполнение всех вычислительных задач компьютерных игр на стороне сервера и последующую отправку конечных данных в виде готового аудио- и видеопотока клиенту через Интернет.
Для конечного пользователя OTOY представляется как стандартный «облачный» интернет-сервис, благодаря которому через веб-браузер пользователь может использовать компьютерные игры и любые другие программы.
Кроме собственно технологии обработки и доставки контента пользователю через интернет, комплекс OTOY содержит одноимённый графический движок, который разработан для использования на графических и центральных процессорах производства AMD. Совместно с OTOY ведётся создание суперкомпьютера Fusion Render Cloud, предназначенного в первую очередь для обработки запросов клиентов OTOY. Кроме этого, ведётся создание «LivePlace» — смеси социальной сети и трёхмерного виртуального мира, который будет функционировать на серверах OTOY и будет использовать его движок. Технология «LightStage», также используемая в комплексе OTOY, предназначена для создания реалистичной лицевой анимации компьютерных персонажей.
В настоящий момент OTOY как веб-сервис не доступен конечным потребителям. Однако многие обозреватели и журналисты неоднократно оценивали и описывали его. При этом оценки различаются от положительных и оптимистичных до отрицательных и пессимистичных.

## История разработки
Разработка облачного игрового сервиса OTOY началась в 2006 году (по другим сведениям — в 2003—2004 году) совместными усилиями компаний OTOY и AMD. Однако она велась в тайне от общественности и официальные публичные сведения появились 16 июня 2008 года в рамках программы «AMD Cinema 2.0». В начале разработки количество сотрудников компании составляло семь человек.

### Анонс «Cinema 2.0» и OTOY
16 июня 2008 года компания AMD в Сан-Франциско анонсировала и продемонстрировала свою новую программу, концепцию и инициативу «AMD Cinema 2.0», которая, согласно AMD, станет «краеугольным достижением в ультрареалистичных и интерактивных визуальных вычислениях». Суть программы «Cinema 2.0» состоит в создании полностью интерактивных приложений, в частности компьютерных игр, которые будут иметь «кинореалистичную» графику, то есть целью «Cinema 2.0» является приближение качества графики, вычисляемой в реальном времени, к качеству неинтерактивной графики в современных кинофильмах. Анонс «AMD Cinema 2.0» состоялся одновременно с анонсом линейки графических ускорителей Radeon HD 4800 (RV770). «Cinema 2.0» предполагает создание программно-аппаратных средств, обеспечивающих расчёт трассировки лучей (англ. ray-tracing) в реальном времени на графических процессорах Radeon и центральных процессорах AMD Phenom. «Cinema 2.0» реализована при помощи графического движка OTOY, над её разработкой трудятся компании OTOY и LightScape в сотрудничестве с AMD. Во время презентации общественности было представлено три демонстрационных видеоролика, каждый из которых рендерился в реальном времени и базировался на использовании вокселей для создания виртуальной геометрии и трассировки лучей для освещения сцены. На первом видео была представлена Руби (англ. Ruby), брендовый маркетинговый персонаж AMD, преследуемая роботом в урбанистическом ландшафте. На втором видео «Fincher’s Bug Snuff „Scorpion“» был представлен скорпион, ползающий вокруг ствола дерева. На третьем видео была показана сцена с трансформерами.
3 июля было опубликовано видео-интервью с Жюлем Урбахом, генеральным директором компании OTOY, который рассказывал о технических аспектах технологий OTOY и LightScape.

### Публикации различных материалов и деталей OTOY
8 и 9 июля 2008 года на YouTube было опубликовано четыре видеоролика: две демонстрации с трансформерами и два видеоинтервью с Урбахом. Благодаря им стали известны некоторые новые особенности и характеристики OTOY.
11 августа 2008 года появились первые новости о виртуальном мире «LivePlace», который тесно связан с сервисом OTOY. На официальном сайте «LivePlace» было опубликовано видео, которое «заметили» журналисты сайта TechCrunch и опубликовали соответствующую статью на своём сайте. Однако как только TechCrunch опубликовал эту статью, данное видео было убрано с сайта «LivePlace». Позже оно было возвращено на сайт, но уже с небольшим вырезанным фрагментом. Это видео показывает урбанистический пейзаж: небоскрёбы, шоссе, комплексы, заводы, частные дома, городскую инфраструктуру и т. д. После публикации статьи на TechCrunch Жюль Урбах дал комментарий по поводу описываемого видео:

14-минутное видео, отрендеренное в реальном времени, принималось смартфоном Treo 700 в реальном времени; битрейт составлял 240 kpbs. Данное видео было захвачено в марте 2007 года, а сервер, который производил рендеринг, работал на GPU ATI RX1900. С тех пор технология была существенно усовершенствована (как и используемое нами аппаратное обеспечение). В нас никогда не было намерений показывать любую часть этого видео публично до тех пор, пока мы не сможем задействовать воксельный рендеринг и персонажей, основанных на технологии LightStage. Я думаю, что все, кому понравилось то, что они увидели, сочтут финальный проект намного более зрелищным.
Оригинальный текст (англ.)The 14 mins of real time rendering in this material is streaming live to a Treo 700 at 240 kbps. This was captured on March 2007, the server was running an ATI RX 1900 GPU. The tech has improved massively since then (as has the HW we now run on). There was never intention to show any part of this to the public until we could include voxel rendering and Lightstage based characters. I think anyone who liked what they saw, will find the final project much more impressive.

20 августа 2008 года Жюль Урбах снова прокомментировал «утёкшее» несколькими днями ранее видео и раскрыл несколько новых фактов по связи технологии OTOY с «LivePlace». Кроме этого, он описал графический движок, который будет использоваться для рендеринга виртуального мира «LivePlace» и будет представлять собой «облачный» движок, который будет строиться на вокселях, рейтрейсинге, рейкастинге, тесселяции и процедурной генерации контента.

### Анонс «Fusion Render Cloud» на CES 2009
8 января 2009 года во время ключевого выступления (т. н. «Insider Series») на выставке Consumer Electronics Show 2009, которая проходила в Лос-Анджелесе, был анонсирован новый суперкомпьютер под названием «Fusion Render Cloud», который разрабатывается AMD в сотрудничестве с OTOY. Анонс провели генеральные директора этих компаний — Дирк Мейер (англ. Dirk Meyer) и Жюль Урбах. Согласно анонсу, «Fusion Render Cloud» должен стать «самым быстрым суперкомпьютером из всех построенных» и спроектирован для «преодоления барьера в 1 петафлопс (англ. petaFLOPS) и для обработки миллионов вычислительных потоков на более чем тысяче графических процессоров». «Fusion Render Cloud» предназначен для обслуживания облачных сервисов, включая OTOY, а также для предоставления пользователям доступа к разному мультимедийному контенту. Урбах сообщил, что этот суперкомпьютер является большим шагом в процессе реализации обещаний OTOY, так как OTOY требует больших вычислительных ресурсов для обслуживания запросов от большого количества конечных пользователей. «Если даже игры нам удалось реализовать в качестве cloud-сервисов, то можно с уверенностью утверждать, что все остальные сервисы в распределённом варианте также можно создать», — заявил Жюль Урбах.
На презентации суперкомпьютера Мейер и Урбах рассказывали об облачных вычислениях, о особенностях сервиса OTOY, а также демонстрировали данную технологию на примере игры Mercenaries 2: World in Flames.
В марте 2009 года авторитетный журнал IEEE Spectrum, издаваемый Институтом инженеров электротехники и электроники, опубликовал две статьи по поводу премьеры «Fusion Render Cloud» на CES 2009. В первой статье рассказывалось об основах суперкомпьютера, его характеристиках и принципах облачных игр, а вторая статья представляла собой сборник высказываний от различных IT-специалистов касательно перспектив, возможностей и недостатков облачных игр. Джордж Гилдер (англ. George Gilder) 24 июня 2009 года опубликовал заметку, в которой прокомментировал вторую статью журнала и раскритиковал некоторые её утверждения.

### Июньские видеодемонстрации OTOY в реальных играх
10 июня 2009 года англоязычный сайт VentureBeat опубликовал объёмную статью, посвящённую технологии и компании OTOY и облачным играм в общем. Данная статья была написана под впечатлением и на основе презентации, которую провёл Жюль Урбах специально для сайта. Журналист VentureBeat Дин Такахаси во время презентации играл в Left 4 Dead на MacBook, потом ему демонстрировали эту игру на мобильном телефоне. Такахаси написал в статье, что во время демонстрации он не заметил лагов или задержек. На этой презентации присутствовал Нолан Бушнелл, основатель Atari, который высказал своё мнение касательно облачного гейминга. В статье со ссылкой на слова Чарльза Бозвелла (англ. Charles Boswell), управляющего сферой цифровых медиа и развлечений в AMD, утверждалось, что бета-тестирование OTOY пройдёт в 2009 году.
16 июня 2009 года сайт TechCrunch опубликовал два видеоролика, в которых журналист сайта Джейсон Кинкэйд (англ. Jason Kincaid) играл в Left 4 Dead, Crysis и Grand Theft Auto IV через веб-браузер Safari 4 посредством сервиса OTOY. При этом браузер был запущен на ноутбуке, который был подключён к широкоэкранному телевизору. Для управления игрой использовался контроллер Xbox 360. Сервер, который «обрабатывал» пользовательские запросы во время данной демонстрации, был расположен на расстоянии 400 миль (644 километров) от клиента.
22 июня 2009 года сайтом TechCrunch был опубликован новый видеоролик, в котором демонстрировались современные компьютерные мультиплатформенные игры, отображаемые на коммуникаторе Samsung Omnia и выполнявшиеся на сервере с помощью технологии OTOY. В качестве устройства управления игрой использовался контроллер Xbox 360. На Samsung Omnia демонстрировались игры Crysis и Left 4 Dead. Эта новость получила широкое распространение и освещение в разнообразных независимых интернет-СМИ. Сайт Pocket Gamer.co.uk описал OTOY как «квантовый скачек в игровых возможностях» и предположил, что эта технология сможет открыть новый рынок для разработчиков PC-игр.
24 июня 2009 года Ян МакНотон (англ. Ian McNaughton), старший менеджер по передовому маркетингу в AMD, опубликовал интервью с Чарльзом Бозвеллом, в котором последний сообщил о том, что AMD предполагает увидеть реализацию технологии OTOY в конце 2009 года, а её полное развёртывание планирует начать в 2010 году. В этом же интервью Бозвелл сравнил OTOY с её конкурентом «OnLive» и описал последнюю как «Вторжение похитителей клиентов». Бозвелл утверждал, что технологическое решение OnLive не имеет поддержку масштабирования (OnLive предполагает выделение на каждого пользователя отдельной серверной единицы в случае «тяжёлой» игры), в чём и проигрывает OTOY.

### SIGGRAPH 2009
3 августа 2009 года на мероприятии SIGGRAPH 2009 проводилось обсуждение и презентация под названием «Empowering Audiences Through User-Directed Entertainment» (рус. наделение аудитории возможностью самостоятельно управлять развлечением), в ходе которого обсуждались:
- последние достижения в области программного и аппаратного обеспечения, которые позволяют проводить сложные методики рендеринга в реальном времени;
- новые методы доставки контента пользователям;
- будущее аппаратное обеспечение для серверов и клиентов (пользователей),

которые имеют потенциал предоставить конечным пользователям через домашний цифровой ресивер интерактивный контент, эквивалентный тому, который «производится на голливудских серверных фермах для рендеринга». Обсуждение проводили режиссёр фильмов «Королевство» и «Хэнкок» Питер Берг (англ. Peter Berg), генеральный директор компании OTOY Жюль Урбах и исполнительный руководитель производства центральных и графических процессоров AMD Рик Бергман (англ. Rick Bergman).
В ходе презентации демонстрировались ролики с персонажами, созданными с помощью компьютерной графики, технологии цифрового захвата человеческого лица и обработки этих изображений, а также возможности и особенности методики пре-визуализации.

### Серия сентябрьских сведений
В начале сентября 2009 года компания OTOY продемонстрировала журналисту сайта Ars Technica Джону Стоксу (англ. Jon Stokes) свою технологию, запустив игру Crysis на iPhone. Кроме Crysis, на iPhone были продемонстрированы игры BioShock, Grand Theft Auto IV и World of Warcraft. Джону Стоксу дали возможность самому протестировать работоспособность технологии, о чём он и написал в опубликованной 10 сентября статье. Данная новость вызвала большой резонанс и получила широкое распространение в разных независимых интернет-СМИ.
10 сентября 2009 года компания AMD провела закрытую презентацию на борту авианосца USS Hornet под названием «AMD Demonstrates the PC’s Next Act» (рус. AMD демонстрирует следующий акт ПК), на которой анонсировала технологию «ATI Eyefinity» и спецификации разных серий GPU линейки Radeon HD 5ххх. Кроме этого, на презентации демонстрировался новый видеоролик в рамках программы «Cinema 2.0». В этом ролике показывалась технологическая демонстрация Руби в рамках программы «LightStage» и 10-секундный отрывок из неназванного фильма, основанного на также неназванной манге. Этот фильм разрабатывается компанией «Big Lazy Robot» на графическом движке OTOY.
11 сентября 2009 года авторитетный электронный журнал ZDNet опубликовал два интервью: первое интервью было взято у Жюля Урбаха, а второе в Чарльза Бозвелла (англ. Charles Boswell), управляющего сферой цифровых медиа и развлечений в AMD. Урбах рассказывал о сотрудничестве компании OTOY с AMD, объяснял принципы функционирования сервиса OTOY, рассуждал о его нюансах и перспективах. Бозвелл рассуждал о перспективах облачных вычислений в общем, об их преимуществах, о смене приоритетов, концепций и подходов в разработке пользовательских приложений и о переходе в недалёком будущем этих приложений на «облачную» основу.

### Дальнейшие сведения
13 апреля 2010 года Джим Синк (англ. Jim Sink), CEO компании Avatar Reality, объявил о намерении использовать серверную платформу компании OTOY, — суперкомпьютер Fusion Cloud Server, — для хостинга игры «Blue Mars», которая разрабатывается компанией Avatar Reality с начала 2007 года на движке CryEngine 2 и является смесью MMOG и виртуального мира.

## Основные характеристики и особенности системы OTOY

### Общее описание
Технология OTOY является облачным сервисом, основной задачей которого является рендеринг, просчёт и обработка в основном графических вычислений на стороне сервера и отправка результатов в виде аудио- и видеопотока клиенту на веб-браузер при помощи сетевых или Интернет-соединений. При этом OTOY поддерживает значительное количество аппаратных платформ и операционных систем, — основным критерием является наличие веб-браузера. Сервис OTOY может быть запущен на любом веб-браузере, который может быть установлен как на персональном компьютере, так и на смартфоне или карманном компьютере (например, на iPhone 3G, на котором установлена операционная система iPhone OS, имеющая встроенный браузер). OTOY будет поддерживать значительное количество устройств: IBM PC-совместимые компьютеры, Macintosh, нетбуки, Tablet PC, телевизионные цифровые ресиверы, мобильные устройства и коммуникаторы. Согласно одним данным, специального плагина для браузера не требуется. Согласно другим сведениям, для браузера требуется плагин размером около 800 Кбайт. OTOY на стороне браузера может использовать Ajax, Flash, Java или ActiveX.
Среди мобильных устройств и коммуникаторов поддерживаются Palm Pre, Samsung Omnia, iPhone, iPod Touch или любой другой смартфон на базе ОС Android. Заявлена поддержка беспроводных стандартов передачи информации Wi-Fi и 3G. При использовании мобильного устройства видео может быть выведено на внешний дисплей. По поводу устройств ввода Марк Ценг (англ. Mark Tseng), заведующий развитием стратегии компании OTOY, заявил, что будет разработано несколько вариантов управления — через телефонный акселерометр, экранную клавиатуру или внешние контроллеры (например, контроллер Xbox 360).
Основными препятствиями при реализации системы OTOY являются ограничение пропускной способности канала связи и мощность сервера, что отвечает за то, как быстро клиент может получать кадры, сгенерированные сервером, и как быстро сервер может генерировать эти кадры для всех активных пользователей, подключённых одновременно. Заявлено, что OTOY сможет поставлять пользователю до 220 кадров в секунду. Сетевой лаг (задержка) будет составлять 12-17 миллисекунд на западном побережье США, где в настоящее время установлен тестовый сервер, и 100 миллисекунд в Японии. Для передачи информации от сервера к клиенту используется протокол UDP.
Для передачи видео используется собственный видеокодек, который был разработан совместными усилиями OTOY и AMD. Видео, поставляемое OTOY, может ранжироваться в значительном диапазоне. Верхним пределом заявлено видео HD-качества стандарта 1080p (1920 x 1080 пикселей), для которого требуется канал связи с пропускной способностью 20 Mbit/sec. Нижний предел будет представлен видеопотоком с битрейтом в 1,5 Mbps, предназначенным для мобильных телефонов и смартфонов, принимающих данные через беспроводные сети стандартов Wi-Fi и 3G.
Джон Тейлор, директор отдела «Global Platform & Product Communications», в марте 2009 года написал в своём блоге, что «до сих пор ключевой частью вопроса остаётся достаточное сжатия потока данных для преодоления проблем латентности и пропускной способности сети».

### Fusion Render Cloud
«Fusion Render Cloud» — суперкомпьютер, который будет обрабатывать запросы пользователей сервиса OTOY, проводить все вычисления, связанные с рендерингом и другой обработкой данных, а также выполнять в режиме реального времени компрессию конечного видеопотока, отсылаемого пользователям. Кроме игровых сервисов, суперкомпьютер будет способен обрабатывать разнообразные приложения и мультимедийный контент высокой точности, требующие высокопроизводительных графических вычислений.
Создание «Fusion Render Cloud» было анонсировано 8 января 2009 года во время ключевого выступления «Insider Series» на выставке Consumer Electronics Show 2009.

Сегодня AMD рада анонсировать новый тип суперкомпьютера, который строится впервые. Он был спроектирован для преодоления барьера в один петафлопс и для обработки миллиона вычислительных потоков на более чем 1000 графических процессорах. Мы ожидаем, что он станет самым быстрым графическим суперкомпьютером. И на нём будет использоваться программное обеспечение OTOY с единственной целью: сделать высокоточные облачные вычисления реальностью. Мы планируем, чтобы эта система будет готова ко второй половине 2009 года.
Оригинальный текст (англ.)Today, AMD is pleased to announce a new kind of supercomputer unlike any other ever built. It is being designed to break the one petaFLOPS barrier, and to process a million compute threads across more than 1,000 graphics processors. We anticipate it to be the fastest graphics supercomputer ever. And it will be powered by OTOY’s software for a singular purpose: to make HD cloud computing a reality. We plan to have this system ready by the second half of 2009.
— Дирк Мейер (англ. Dirk Meyer), главный исполнительный директор AMD
Данный суперкомпьютер создаётся в городе Бёрбанк (англ. Burbank), штат Калифорния, на момент анонса было создано 10 % его мощностей. Бета-тестирование «Fusion Render Cloud» планировалось провести в середине 2009 года, а сдать в эксплуатацию во второй половине 2009 года.
«Fusion Render Cloud» состоит из более чем 1000 графических процессоров Radeon HD 4870 и неназванного количества центральных процессоров Phenom II, которые будут установлены на чипсеты серии AMD 790. Планируется, что «Fusion Render Cloud» будет обслуживать 1 млн конечных пользовательских запросов одновременно (по другим данным — от 10 000 до 40 000). Журналисты IEEE Spectrum заявили, что «Fusion Render Cloud» составит конкуренцию «IBM Roadrunner», мощнейшему суперкомпьютеру в мире. Каждый графический процессор «Fusion Render Cloud» будет способен обрабатывать 800 одновременных вычислительных задач. Примерно четверть всех чипов будет заниматься компрессией и декомпрессией данных, остальные будут заниматься рендерингом графики. AMD заявила, что легко сможет увеличивать мощность суперкомпьютера, просто добавляя к нему новые видеокарты. Ожидаемое энергопотребление суперкомпьютера составляет 150 киловатт при полной загрузки, что сравнивается с 2,35 мегаваттами электроэнергии, потребляемой «IBM Roadrunner». «Fusion Render Cloud» структурно состоит из блоков, которые называются «Fusion Render Node» и в свою очередь базируются на платформе AMD Dragon. На «Fusion Render Node» одновременно могут исполняться несколько копий игры.

### Социальная сеть и виртуальный мир «LivePlace»
Вместе с технологией OTOY в разработке находится «LivePlace» (рус. живое место) — смесь социальной сети и трёхмерного виртуального мира. Известно, что владельцем домена LivePlace.com является антрепренёр Брэд Гринспан (англ. Brad Greenspan), один из основателей социальной сети MySpace и её бывший генеральный директор. Обозреватели сайта TechCrunch сравнили «LivePlace» с известным виртуальным миром «Second Life». Ожидается, что в «LivePlace» будет моделироваться преимущественно городская местность; игрок будет управлять аватаром (персонажем), который будет нуждаться в еде, отдыхе и собственном жилище, а также сможет контактировать с другими игроками. «LivePlace» будет базироваться на игровом и графическом движке, разработанным как часть технологии OTOY; рендеринг будет проводиться на стороне сервера. Ожидается фотореалистичная и технологичная графика. Таким образом, «LivePlace» будет представлять собой «облачный» виртуальный мир, доступ к которому может быть обеспечен с помощью браузера.

### Графический движок OTOY
«OTOY» представляет собой комплекс программных технологий, куда входит графический движок, который исполняется на графических процессорах Radeon в режиме реального времени. Данный движок использовался во всех демонстрациях OTOY.
Геометрия движка OTOY базируется на вокселях, однако поддерживается и полигональное представление геометрии. Воксельные данные могут сохранятся несколькими способами, в том числе с помощью так называемых геометрических карт (англ. geometry maps).
При разработке демонстрационного видео «Fincher’s Bug Snuff» разработчики заметили, что существует некий предел, когда воксельный рендеринг работает быстрее, чем полигональный. Этот предел составляет около 100 млн полигонов; выше этого предела воксельное представление сцены работает быстрее, чем полигональное. Ниже этого значения традиционная растеризация с использованием аппаратного тесселятора является более быстрой для единичного порта просмотра.
Движок может конвертировать полигональную сетку, состоящую из 1-го миллиона полигонов, в воксельные данные за 1/200-ю секунды на R770, что равно 60 кадрам в секунду на Radeon R600 и 8800 GTX.
В случае использования полигональной геометрии движок OTOY активно использует аппаратную тесселяцию, которая была реализована в графический процессорах серии Radeon начиная с Radeon R600 2007 года выпуска.
В качестве системы освещения движок OTOY может использовать стандартную растеризацию, трассировку лучей и рейкастинг.
В движке OTOY широко используются процедурные данные: при помощи алгоритма Perlin noise могут генерироваться ландшафт и тучи, объекты могут генерироваться сплайнами и т. д. На SIGGRAPH 2008 была показана демонстрация с Руби на улице, которая вычислялась в режиме реального времени. Она была независима от разрешения (наподобие векторных объектов в Flash). Таким образом, возможно бесконечно сильно приближать «картинку», но ступенчатый эффект будет отсутствовать, а тени будут отбрасываться в нормальном режиме.
10 марта 2005 года компания Yummy Media лицензировала движок OTOY для использования в своём продукте «Yummy Dapps».
Графические технологии OTOY используются для создания спецэффектов к кинофильмам. Было заявлено, что AMD планирует предоставить комплекс графических технологий OTOY как разработчикам компьютерных игр, так и киностудиям. Например, фильм «Страна тьмы» создаётся компанией Sony Pictures Entertainment с применением технологий AMD и OTOY.Роберт Родригес, известный американский кинорежиссёр, сценарист и продюсер, также сотрудничает с AMD и OTOY. В частности, графические технологии OTOY используются при создании эффектов для фильма «Мачете».

### Технология «LightStage»
В разработке технологии OTOY также принимает участие компания LightStage, которая разработала одноимённую технологию для создания фотореалистичных гуманоидных персонажей и их движений посредством Motion capture. Главным разработчиком данной технологии является Пол Дебевек (англ. Paul Debevec), который начал разрабатывать её в конце 1990-х годов. Данная технология использовалась в фильмах «Человек-паук 2», «Человек-паук: Враг в отражении», «Возвращение Супермена», «Кинг-Конг», «Хэнкок» и «Загадочная история Бенджамина Баттона».

## Описание компании OTOY
OTOY — американская калифорнийская частная компания со штаб-квартирой в Шэрман-Оаксе (англ. Sherman Oaks), пригороде Лос-Анджелеса. OTOY ведёт тесное сотрудничество с компанией AMD.
Генеральным директором компаний OTOY и LightStage является Жюль Урбах (англ. Jules Urbach), француз по происхождению. Урбах также является основателем компании OTOY.
По словам Урбаха, AMD является преимущественно разработчиком аппаратного обеспечения, а OTOY — программного. При этом программные технологии последней созданы специально для работы на графических процессорах AMD.
Electronic Arts, один из самых крупных американских издателей и разработчиков игр, сотрудничает с AMD и OTOY в вопросах облачных игр. Об этом впервые было заявлено во время анонса «Fusion Render Cloud» на выставке Consumer Electronics Show 2009.

## Оценки, реакция и отзывы
Англоязычный сайт UberGizmo.com 10 июля 2008 года опубликовал большую статью под названием «OTOY Server-Side 3D Rendering is Taking the Wrong Path» (рус. Серверный рендеринг OTOY движется в неправильном направлении), которая была полностью посвящена критике технологии OTOY. Статья разделена на две части: в первой описываются технические недостатки и препятствия, а во второй — коммерческие и бизнес-проблемы. Самым важным техническим недостатком OTOY журналисты считают качество интернет-соединений. Для любого интерактивного приложения жизненно важную роль играет время «отклика» (или обратной связи), которое зависит от латентности сетевых соединений. Данный сетевой аспект не зависит от OTOY и OTOY никак не может влиять на него. Кроме того, дополнительную задержку оказывают компрессоры отрендеренного видеопотока, который отправляется пользователям в сжатом виде. Вторым техническим недостатком названа масштабируемость. Идеальным вариантом будет предоставление каждому подключившемуся пользователю отдельной серверной единицы. Однако OTOY заявляет об использовании распределённых вычислений на серверах, когда обработку одной игры смогут производить несколько серверов, и один сервер сможе обрабатывать несколько игр одновременно. Журналисты «UberGizmo.com» подвергают сомнению данное заявление, утверждая, что процесс рендеринга в реальном времени слишком сложный и трудоёмкий, чтобы его можно было эффективно распределить. Также журналисты считают, что технологии виртуализации не смогут решить данную проблему. Третьим техническим аргументом было названо чрезмерно высокое потребление электроэнергии предполагаемыми серверами. Четвёртым техническим аргументом была названа быстрая эволюция графических процессоров. Новые поколения GPU выходят каждый год, и каждый раз обновлять аппаратную базу серверов будет экономически очень невыгодно. Если же не обновлять, то вскоре сервера устареют настолько, что будут неспособны обрабатывать современные игры.
Во второй части обзора журналисты «UberGizmo.com» утверждают, что компания OTOY не рассказывает о своей целевой аудитории, и что если она ориентируется на конечных потребителей, то есть игроков, то получить эту аудиторию будет очень тяжело. Во-первых, OTOY должна убедить некоторых разработчиков и/или издателей адаптировать их игры под серверные архитектуры OTOY. Если издатели/разработчики согласятся, то для них должна быть готова инфраструктура и инструменты. Если не согласятся, то тогда OTOY не сможет привлечь потребителей, которым не будет во что играть на серверах. Следующим аргументом журналисты называют современную ситуацию, сложившуюся в игровой индустрии. Большинство современных игр выпускаются для консолей, ориентируются на консоли, рынок же ПК-игр очень слаб. Даже если компания OTOY сможет убедить разработчиков и/или издателей портировать игры под архитектуру OTOY, то игрокам не будет стимула переходить с привычных им игровых устройств к услугам OTOY. Чтобы привлечь критическую массу потребителей, нужен некий особенный эксклюзивный контент, который может быть доступен лишь на серверах OTOY. Далее, чтобы создать такой контент, OTOY нужна помощь сторонних компаний-разработчиков игр. Журналисты считают, что коммерческий старт OTOY будет подобен стартам новых игровых консолей, и что OTOY следует начинать с казуальных игр и устаревших PC-игр. В заключение статьи журналисты сайта выражают уверенность, что, несмотря на все лозунги и утверждения, OTOY станет «чёрной дырой» для денег инвесторов.
Адам Фрисби (англ. Adam Frisby) из международной компании DeepThink, которая работает в индустрии виртуальных миров, в августе 2008 года скептически отозвался о способности OTOY поставлять отрендеренное видео к клиенту через браузер и дал всему проекту свою техническую оценку. Фрисби утверждал, что рендеринг в облаке и рендеринг на стороне клиента неодинаковые по своей эффективности. И хотя множество пользователей имеют разные аппаратные ресурсы, часто не удовлетворительные, однако облачный рендеринг будет всегда хуже, так как значительные сетевые лаги и постоянно скачиваемый трафик будут большой помехой. Фрисби в своём отзыве не опровергал фактическую возможность работы подобной технологии, однако он высказал своё неверие в её эффективность, масштабируемость и работоспособность в настоящий момент.
В мартовском выпуске журнала «IEEE Spectrum» по поводу анонса суперкомпьютера «Fusion Render Cloud» была опубликована статья под названием «Game Developers See Promise in Cloud Computing, but Some Are Skeptical» (рус. Разработчики игр видят надежду в облачных вычислениях, но некоторые настроены скептически). В этой статье приводились размышления о перспективах, преимуществах и недостатках облачных игр, а также была размещена подборка мнений различных деятелей игровой индустрии касательно облачных игр. Были приведены высказывания Джейсона Делла Рокка (англ. Jason Della Rocca), исполнительного директора Международной ассоциации разработчиков игр, технического директора компании Eidos Жульена Мерсерона (англ. Julien Merceron), бывшего генерального инженера отдела по исследованиям и разработкам компании Sony Online Entertainment Энди Смитерса (англ. Andi Smithers) и некоторых других. Представленные мнения ранжировались от положительных к отрицательным. Высказывались предположения, что для облачных вычислений подходят только такие игры, для которых не критично большое время задержки (латентности); к таким играм были отнесены всевозможные пазлы и пошаговые стратегии. Джордж Гилдер (англ. George Gilder), американский писатель, техно-утопист, сооснователь Discovery Institute, 24 июня 2009 года опубликовал небольшую заметку с замечаниями и критикой к статье журнала IEEE Spectrum, а также привёл собственные рассуждения по данной теме. В частности, он заявил, что применительно к OTOY не существует заметной задержки при передаче сигнала на расстояние до 500 миль. Кроме этого, он рассказал о своих впечатлениях, когда воочию увидел демонстрацию сервиса OTOY на примере игры Crysis на выставке Electronic Entertainment Expo 2009.
Нолан Бушнелл, основатель Atari, высказал своё мнение о OTOY и облачных играх на презентации, проводимой в июне 2009 года для сайта VentureBeat. Он заявил, что в настоящее время разработчики игр находятся под сильным давлением со стороны издателей, так как стоимость разработки игр постоянно растёт. Желание издателя получить прибыль на игре, в которую он вложил множество средств, заставляет разработчиков отказаться от инноваций и использовать стандартные и проверенные геймплейные приёмы. Если система OTOY станет успешной, то она сможет значительно упростить и удешевить всю цепочку издания и дистрибуции игр, что значительно уменьшит степень давления и уровень финансовых рисков для разработчиков, позволяя им создавать более инновационные игры.
Чарльз Бозвелл (англ. Charles Boswell), управляющий по цифровым медиа и развлечениями в AMD, заявил, что AMD тесно сотрудничает с компанией OTOY потому, что её технология хорошо масштабируется и экономична в плане потребляемых серверных мощностей. «Мы рады тому, что данная инновационная технология приведёт к следующему этапу развития Интернета. Компании вроде OTOY и концепция облачных вычислений достигнут этих целей».
В сентябре 2009 года Джон Стокс (англ. Jon Stokes), журналист сайта Ars Technica, тестировал OTOY, играя в Crysis, Bioshock, Grand Theft Auto 4 и World of Warcraft на iPhone. После этого он описал свои ощущения и замечания. Он сообщил о небольшом, однако заметном лаге. Основным недостатком Стокс назвал значительное количество артефактов, которые являются результатом сильной компрессии видеопотока; причём артефакты были столь сильны, что текст был плохо читаем. Вместе с тем журналист заявил, что данные артефакты видны лишь на больших дисплеях, а в случае использования дисплея iPhone артефакты сжатия почти незаметны. В заключение Стокс предположил, что «возможен случай, что AMD рада продавать GPU и для клиентских, и для серверных машин, особенно если это откроет новый рынок типа рынка высокотребовательных игр для iPhone».